# Megan Gwynn
Fada (Pixie no original) é uma super-heroína que aparece em quadrinhos americanos publicados pela Marvel Comics. Seu alter-ego é Megan Gwynn, ela pertence ao grupo de humanos chamados mutantes, que nascem com habilidades sobre-humanas.

## Biografia
Filha do poderoso mutante Mestre Mental com uma Fada, Megan pertence à subespécie de humanos chamados mutantes, que nascem com habilidades sobre-humanas. A sua mutação concede-lhe olhos semelhantes a fadas, asas coloridas que lhe permitem voar, e "pó mágico" que provoca alucinações. Depois de um confronto com o ex-membro reavivado dos Novos Mutantes, Magik, ela ganha a capacidade de usar magia e uma arma mágica chamada "Souldagger." 
O seu principal uso de magia é um enorme feitiço de teleportação, o que a torna um trunfo para várias missões e equipas dos X-Men e coloca-a como um dos principais utilizadores de magia dos títulos e uma das maiores teleportadoras da Marvel Comics. Ela foi apresentada pela primeira vez como uma estudante na equipe de treinamento de paragões no Instituto Xavier em New X-Men: Academia X #5 (novembro 2004), mais tarde se juntar à equipe New X-Men, e, em seguida, graduando-se para a misteriosa equipe X-Men. Embora apenas um personagem secundário em suas aparições iniciais, ela tornou-se desde então um personagem proeminente em vários títulos X-Men. 

## Poderes e Habilidades
- Vôo através de asas de inseto.
- "Pó de Pixie" que causa alucinações em alvos
- Manipulação mágica limitada (usado principalmente para teletransporte)
- Um punhal de alma
- Soul Dagger

## Outras Mídias
Televisão
Aparece em Wolverine e nos X-Men, expressados por Kate Higgins. No episódio "X-Calibre", ela é retratada como tendo sua marca registrada cabelo rosa e asas de fadas coloridas. A única capacidade que ela exibe é o vôo. No episódio "Saudações de Genosha", Pixie é mais tarde visto chegando em Genosha. No episódio "Previsão (Parte 2)", ela é mostrada como um mutante capturado por um Sentinela. 
Video-games
Aparece em X-Men: Destiny, expressos por Aileen Ong Casas. Ela é vista pela primeira vez em um ataque de rali trabalhando com Caliban para localizar e resgatar mutantes em fuga. Ela é mais tarde capturada pelos Purificadores, levando a uma perseguição frenética pela cidade para impedi-los de sintetizar seus poderes de teletransporte. O helicóptero em que ela está presa foi abatido e a fada morreu no acidente.<